# Troféu Cidade de Jesolo
O Troféu Cidade de Jesolo é uma competição anual de ginástica feminina realizada em Jesolo, Itália. Há competições para a divisão sênior e divisão júnior. Os Estados Unidos venceram a competição por equipes sênior todos os anos de 2010 a 2017.

## Edições
Aqui está uma lista de equipes e vencedores individuais em todas as divisões Júnior e Sênior.
| Ano  | Equipe Sênior                                     | Equipe Júnior                                     | Individual Geral Sênior                           | Individual Geral Júnior                           |
| ---- | ------------------------------------------------- | ------------------------------------------------- | ------------------------------------------------- | ------------------------------------------------- |
| 2008 | Estados Unidos                                    | Estados Unidos                                    | Shawn Johnson (USA)                               | Jordyn Wieber (USA)                               |
| 2009 | Itália                                            | Itália                                            | Lia Parolari (ITA)                                | Amelia Racea (ROU)                                |
| 2010 | Estados Unidos                                    | Rússia                                            | Alexandra Raisman (USA)                           | Anastasia Grishina (RUS)                          |
| 2011 | Estados Unidos                                    | Estados Unidos                                    | McKayla Maroney (USA)                             | Kyla Ross (USA)                                   |
| 2012 | Estados Unidos                                    | Estados Unidos                                    | Kyla Ross (USA)                                   | Lexie Priessman (USA)                             |
| 2013 | Estados Unidos                                    | Itália                                            | Simone Biles (USA)                                | Bailie Key (USA)                                  |
| 2014 | Estados Unidos                                    | Estados Unidos                                    | Kyla Ross (USA)                                   | Bailie Key (USA)                                  |
| 2015 | Estados Unidos                                    | Estados Unidos                                    | Simone Biles (USA)                                | Laurie Hernandez (USA)                            |
| 2016 | Estados Unidos                                    | n/a                                               | Gabby Douglas (USA)                               | Jordan Chiles (USA)                               |
| 2017 | Estados Unidos                                    | Estados Unidos                                    | Riley McCusker (USA)                              | Gabby Perea (USA)                                 |
| 2018 | Rússia                                            | Itália                                            | Emma Malabuyo (USA)                               | Vladislava Urazova (RUS)                          |
| 2019 | Estados Unidos                                    | Rússia                                            | Sunisa Lee (USA)                                  | Konnor McClain (USA)                              |
| 2020 | Cancelado devido à pandemia de COVID-19 na Itália | Cancelado devido à pandemia de COVID-19 na Itália | Cancelado devido à pandemia de COVID-19 na Itália | Cancelado devido à pandemia de COVID-19 na Itália |
| 2021 | Cancelado devido à pandemia de COVID-19 na Itália | Cancelado devido à pandemia de COVID-19 na Itália | Cancelado devido à pandemia de COVID-19 na Itália | Cancelado devido à pandemia de COVID-19 na Itália |
| 2022 | Estados Unidos                                    | Estados Unidos                                    | Konnor McClain (USA)                              | Tiana Sumanasekera (USA)                          |
| 2023 | Itália                                            | Itália                                            | Manila Esposito (ITA)                             | Gabrielle Hardie (EUA)                            |
| 2024 | Itália                                            | Estados Unidos                                    | Ellie Black (CAN)                                 | Giulia Perotti (ITA)                              |

### 2008
| Eventp           | Ouro | Prata | Bronze                                                                                              |
| Sênior           | Sênior | Sênior | Sênior                                                                                              |
| ---------------- | --- | --- | --------------------------------------------------------------------------------------------------- |
| Equipes          | Estados Unidos (USA) · Shawn Johnson · Samantha Peszek · Chelsea Davis · Olivia Courtney · Jana Bieger · Bridget Sloan | Itália (ITA) · Vanessa Ferrari · Lia Parolari · Carlotta Giovannini · Francesca Benolli · Monica Bergamelli · Sara Bradaschia | Espanha (ESP) · Lenika de Simone · Naomi Ruiz · Patricia Moreno · Laura Campos · Mercedes Alcaide · |
| Individual geral | Shawn Johnson (USA) | Vanessa Ferrari (ITA) | Samantha Peszek (USA)                                                                               |
| Jùnior           | | | |
| Equipes          | Estados Unidos (USA) · Rebecca Clark · Rebecca Bross · Samantha Shapiro · Morgan Smith · Jordyn Wieber                 | Itália (ITA) · Paola Galante · Elisabetta Preziosa · Andrea La Spada · Serena Licchetta                                       | Roménia (ROU) · Ana Porgras                                                                         |
| Individual geral | Jordyn Wieber (USA) | Rebecca Bross (USA) | Paola Galante (ITA)                                                                                 |

### 2009
| Evento           | Ouro | Prata | Bronze |
| Sênior           | Sênior | Sênior | Sênior |
| ---------------- | --- | --- | --- |
| Equipes          | Itália (ITA) · Lia Parolari · Paola Galante · Emily Armi · Serena Licchetta · Eleonora Rando · Elisabetta Preziosa             | Roménia (ROU) · Anamaria Tămârjan · Diana Chelaru · Sandra Izbașa · Daniela Druncea · Gabriela Drăgoi ·                  | Brasil (BRA) · Bruna Leal · Ethiene Franco · Daniele Hypólito · Priscila Domingues · Ana Cláudia Silva · Khiuani Dias |
| Individual geral | Lia Parolari (ITA) | He Ning (CHN) | Bruna Leal (BRA) |
| Júnior           | | | |
| Equipes          | Itália (ITA) · Carlotta Ferlito · Erika Fasana · Francesca Deagostini · Anita Rupini · Alessia Scantamburlo · Greta Carnessali | Reino Unido (GBR) · Niamh Rippin · Nicole Hibbert · Danusia Francis · Elizabeth Beddoe · Jocelyn Hunt · Jennifer Pinches | Brasil (BRA) · Janaína Silva · Anna Caroline Cardoso · Letícia Costa · Nadine Ourives ·                               |
| Individual geral | Amelia Racea (ROU) | Carlotta Ferlito (ITA)                                                                                                   | Erika Fasana (ITA) |

### 2010
Em 2010, os dois eventos da competição foram o geral por equipes e o individual geral. Estados Unidos, Grã-Bretanha, Itália e Rússia competiram na divisão sênior. Os EUA venceram a competição por equipes. A Rússia ficou em segundo lugar e a Itália em terceiro.
Aly Raisman dos EUA venceu o individual geral com uma pontuação de 57.650. Ksenia Semenova da Rússia ficou em segundo lugar com 56.900. Vanessa Ferrari da Itália ficou um décimo de ponto abaixo para terminar em terceiro.
No individual geral júnior, a russa Anastasia Grishina ganhou a medalha de ouro.
| Team all-around     | Estados Unidos (USA) · Aly Raisman · Morgan Smith · Amanda Jetter · Mackenzie Caquatto · Cassie Whitcomb · Kytra Hunter · | Rússia (RUS) · Ksenia Semenova · Ekaterina Kurbatova · Ramilya Musina · Tatiana Solovyeva · Tatiana Nabieva · Anna Myzdrikova ·                                              | Itália (ITA) · Vanessa Ferrari · Elisabetta Preziosa · Paola Galante · Emily Armi · Eleonora Rando · Jessica Mattoni · Federica Macrì |  |  |  |
| Individual geral    | Aly Raisman (USA) | Ksenia Semenova (RUS) | Vanessa Ferrari (ITA) |  |  |  |
|                     | | | |  |  |  |
| Trave olímpica      | Mackenzie Caquatto (USA)                                                                                                  | Aly Raisman (USA) | Morgan Smith (USA) |  |  |  |
| Solo                | Aly Raisman (USA) | Vanessa Ferrari (ITA) | Ekaterina Kurbatova (RUS) |  |  |  |
| Barras assimétricas | Tatiana Nabieva (RUS) | Mackenzie Caquatto (USA) | Vanessa Ferrari (ITA) |  |  |  |
| Salto               | Aly Raisman (USA) | Kytra Hunter (USA) | Mackenzie Caquatto (USA) |  |  |  |
| Júnior              | | | |  |  |  |
| Equipes             | Rússia (RUS) · Anastasia Grishina · Anastasia Sidorova · Maria Paseka · Yulia Belokobylskaya · Violetta Malikova ·        | Itália (ITA) · Erika Fasana · Andrea Foti · Carlotta Ferlito · Francesca Deagostini · Giulia Leni · Greta Carnessali · Alessia Scantamburlo · Arianna Salvi · Alice Pozzobon | Japão (JPN) · Yoshino Taniguchi · Asuka Teramoto · Risa Konishi · Mai Murakami · Mina Sugimura · Natsumi Sasada ·                     |  |  |  |
| Individual geral    | Anastasia Grishina (RUS)                                                                                                  | Kyla Ross (USA) | Erika Fasana (ITA) |  |  |  |

### 2011
Em 2011, os EUA se repetiram como campeões por equipes, superando a Itália por 232.250 a 212.800. A Rússia ficou em terceiro com 210.200.
No individual geral, os EUA conquistaram os quatro primeiros lugares. McKayla Maroney (57.850) ganhou a medalha de ouro, Jordyn Wieber (57.700) a prata e Raisman (57.400) o bronze. Gabby Douglas foi a quarta. Maroney também conquistou o título de salto, enquanto Raisman venceu na trave e empatou em primeiro no solo.
Os EUA também venceram a competição por equipes júnior. Kyla Ross dos EUA ganhou o título individual júnior.
Douglas, Maroney, Raisman, Ross e Wieber mais tarde formaram a equipe dos EUA apelidada de "Fierce Five" que ganhou a medalha de ouro da competição por equipes nos Jogos Olímpicos de Verão de 2012.
| Equipes             | Estados Unidos (USA) · McKayla Maroney · Jordyn Wieber · Aly Raisman · Gabby Douglas · Amanda Jetter · Sabrina Vega        | Itália (ITA) · Carlotta Ferlito · Chiara Gandolfi · Giulia Leni · Carlotta Giovannini · Eleonora Rando                              | Rússia (RUS) · Yulia Belokobylskaya · Kristina Kruglikova · Diana Sapranova · Yulia Inshina · Maria Stepanova · Ekaterina Kurbatova |  |  |  |
| Individual geral    | McKayla Maroney (USA) | Jordyn Wieber (USA) | Aly Raisman (USA) |  |  |  |
|                     | | | |  |  |  |
| Salto               | McKayla Maroney (USA) | Jordyn Wieber (USA) | Aly Raisman (USA) |  |  |  |
| Barras assimétricas | Bridgette Caquatto (USA)                                                                                                   | Sabrina Vega (USA) | Jordyn Wieber (USA) |  |  |  |
| Trave olímpica      | Aly Raisman (USA) | Jordyn Wieber (USA) | Gabby Douglas (USA) |  |  |  |
| Solo                | Aly Raisman (USA) · Sabrina Vega (USA)                                                                                     | N/A | Gabby Douglas (USA) |  |  |  |
| Júnior              | | | |  |  |  |
| Equipes             | Estados Unidos (USA) · Kyla Ross · Madison Kocian · Katelyn Ohashi · Lexie Priessman · Elizabeth Price · Ericha Fassbender | Rússia (RUS) · Anastasia Grishina · Anastasia Sidorova · Kristina Sidorova · Evgeniya Shelgunova · Anna Rodionova · Yulia Chemareva | Itália (ITA) · Elisa Meneghini · Francesca Deagostini · Alessia Leolini · Greta Carnessali · Sara Ricciardi ·                       |  |  |  |
| Individual geral    | Kyla Ross (USA) | Madison Kocian (USA) | Katelyn Ohashi (USA) |  |  |  |
|                     | | | |  |  |  |
| Salto               | Lexie Priessman (USA) | Kyla Ross (USA) | Elizabeth Price (USA) |  |  |  |
| Barras assimétricas | Anastasia Grishina (RUS)                                                                                                   | Kyla Ross (USA) · Katelyn Ohashi (USA)                                                                                              | N/A |  |  |  |
| Trave olímpica      | Kyla Ross (USA) | Anastasia Sidorova (RUS) | Madison Kocian (USA) |  |  |  |
| Solo                | Katelyn Ohashi (USA) | Anastasia Sidorova (RUS) | Anastasia Grishina (RUS) |  |  |  |

### 2012
Os EUA venceram a competição por equipes sênior novamente em 2012. A Itália ficou em segundo lugar e a Rússia em terceiro.
Pelo segundo ano consecutivo, as ginastas dos EUA conquistaram os quatro primeiros lugares na competição individual geral. Ross, campeã júnior em 2011, conquistou o título da divisão sênior com uma pontuação de 59.850. Raisman foi a segunda com 59.050. Sarah Finnegan ficou em terceiro com 58.650. Maroney foi a quarta.
Ross venceu as competições de barras assimétricas e trave de equilíbrio. Maroney repetiu como campeã do salto. Grishina venceu no solo.
Na divisão júnior, os EUA ganharam o título de equipe, e Lexie Priessman dos EUA ganhou o individual geral.
| Equipes             | Estados Unidos (USA) · Kyla Ross · Aly Raisman · Sarah Finnegan · McKayla Maroney · Elizabeth Price · Rebecca Bross | Itália (ITA) · Carlotta Ferlito · Vanessa Ferrari · Francesca Deagostini · Giorgia Campana · Giulia Leni · Sara Ricciardi | Rússia (RUS) · Anastasia Grishina · Anna Rodionova · Yulia Inshina · Yulia Belokobylskaya · |  |  |  |
| Individual geral    | Kyla Ross (USA) | Aly Raisman (USA) | Sarah Finnegan (USA)                                                                        |  |  |  |
|                     | | |                                                                                             |  |  |  |
| Salto               | McKayla Maroney (USA)                                                                                               | Elizabeth Price (USA) | Kyla Ross (USA)                                                                             |  |  |  |
| Barras assimétricas | Kyla Ross (USA) | Brenna Dowell (USA) | Aly Raisman (USA)                                                                           |  |  |  |
| Trave olímpica      | Kyla Ross (USA) | Carlotta Ferlito (ITA) | Anastasia Grishina (RUS)                                                                    |  |  |  |
| Solo                | Anastasia Grishina (RUS)                                                                                            | Aly Raisman (USA) | Sarah Finnegan (USA)                                                                        |  |  |  |
| Júnior              | | |                                                                                             |  |  |  |
| Equipes             | Estados Unidos (USA) · Lexie Priessman · Bailie Key · Madison Desch · Amelia Hundley · Katelyn Ohashi ·             | Itália (ITA) · Enus Mariani · Lara Mori · Tea Ugrin · Laura Guatelli · Nicole Terlenghi · Martine Buro                    | Rússia (RUS) · Maria Kharenkova · Maria Bondareva · Ekaterina Baturina · Viktoria Kuzmina · |  |  |  |
| Individual geral    | Lexie Priessman (USA)                                                                                               | Enus Mariani (ITA) | Bailie Key (USA) · Maria Kharenkova (RUS)                                                   |  |  |  |
|                     | | |                                                                                             |  |  |  |
| Salto               | Lexie Priessman (USA)                                                                                               | Bailie Key (USA) | Amelia Hundley (USA)                                                                        |  |  |  |
| Barras assimétricas | Katelyn Ohashi (USA)                                                                                                | Lexie Priessman (USA) | Enus Mariani (ITA)                                                                          |  |  |  |
| Trave olímpica      | Katelyn Ohashi (USA)                                                                                                | Enus Mariani (ITA) | Bianca Ciobanu (ROU)                                                                        |  |  |  |
| Solo                | Maria Kharenkova (RUS)                                                                                              | Bailie Key (USA) | Lexie Priessman (USA)                                                                       |  |  |  |

### 2013
Na divisão sênior, os EUA mais uma vez conquistaram o título por equipes. A equipe A da Itália ficou em segundo lugar, enquanto o Japão conquistou o bronze.
As seis ginastas seniores dos Estados Unidos ficaram do primeiro ao sexto lugar na competição geral, com a estreante no sênior Simone Biles ganhando o ouro com uma pontuação de 60.400, Kyla Ross levando a prata com 58.650 e Brenna Dowell ficando em terceiro com uma pontuação de 56.650.
Durante as finais por aparelho, Biles ganhou três das quatro medalhas de ouro disponíveis, ficando em primeiro lugar no salto, trave de equilíbrio e solo. Ross ganhou o título de barras assimétricas, bem como a medalha de prata na trave de equilíbrio.
Júnior Bailie Key dos Estados Unidos ganhou o título geral, com Enus Mariani da Itália e Amelia Hundley dos EUA em segundo e terceiro lugar, respectivamente. Na final por equipes júnior, a equipe A da Itália ganhou o ouro, enquanto a equipe B do país ficou com o bronze. As ginastas do Japão ganharam a prata.
| Equipes             | Estados Unidos (USA) · Kyla Ross · Simone Biles · Lexie Priessman · Brenna Dowell · Maggie Nichols · Peyton Ernst | Itália (ITA) · Vanessa Ferrari · Elisabetta Preziosa · Federica Macrì · Elisa Meneghini · Erika Fasana · Giorgia Campana | Japão (JPN) · Asuka Teramoto · Mai Murakami · Wakana Inoue · Wakiko Ryu · Natsumi Sasada ·                             |  |  |  |
| Individual geral    | Simone Biles (USA)                                                                                                | Kyla Ross (USA) | Brenna Dowell (USA) |  |  |  |
|                     | | | |  |  |  |
| Salto               | Simone Biles (USA)                                                                                                | Arianna Rocca (ITA) | Lexie Priessman (USA)                                                                                                  |  |  |  |
| Barras assimétricas | Kyla Ross (USA)                                                                                                   | Giorgia Campana (ITA) | Brenna Dowell (USA) |  |  |  |
| Trave olímpica      | Simone Biles (USA)                                                                                                | Kyla Ross (USA) | Elisabetta Preziosa (ITA)                                                                                              |  |  |  |
| Solo                | Simone Biles (USA)                                                                                                | Maggie Nichols (USA) | Giulia Leni (ITA) |  |  |  |
| Júnior              | | | |  |  |  |
| Equipes             | Itália (ITA) · Enus Mariani · Tea Ugrin · Lavinia Marongiu · Martina Rizzelli · Sofia Busato · Sofia Bonistalli   | Japão (JPN) · Yuki Uchiyama · Aiko Sugihara · Wakana Yasui · Koko Dobashi · Marina Kawasaki ·                            | Itália (ITA) · Chiara Imeraj · Giorgia Morera · Nicole Terlenghi · Alice Linguerri · Joana Favaretto · Pilar Rubagotti |  |  |  |
| Individual geral    | Bailie Key (USA)                                                                                                  | Enus Mariani (ITA) | Amelia Hundley (USA)                                                                                                   |  |  |  |
|                     | | | |  |  |  |
| Salto               | Bailie Key (USA)                                                                                                  | Nicole Terlenghi (ITA)                                                                                                   | Aiko Sugihara (JPN) |  |  |  |
| Barras assimétricas | Enus Mariani (ITA)                                                                                                | Martina Rizzelli (ITA)                                                                                                   | Bailie Key (USA) |  |  |  |
| Trave olímpica      | Bailie Key (USA)                                                                                                  | Lavinia Marongiu (ITA)                                                                                                   | Amelia Hundley (USA)                                                                                                   |  |  |  |
| Solo                | Bailie Key (USA)                                                                                                  | Enus Mariani (ITA) | Sofia Bonistalli (ITA)                                                                                                 |  |  |  |

### 2014
A competição aconteceu de 22 a 23 de março de 2014. Equipes dos EUA, Itália, Austrália, Japão e Romênia competiram. Os Estados Unidos quase conquistaram todas as medalhas de ouro, perdendo apenas o título sênior na trave, que foi conquistado por Andreea Munteanu da Romênia.
| Equipes             | Estados Unidos (USA) · Alyssa Baumann · Madison Desch · Peyton Ernst · Maggie Nichols · Kyla Ross · MyKayla Skinner | Itália (ITA) · Giorgia Campana · Erika Fasana · Lavinia Marongiu · Lara Mori · Martina Rizzelli ·      | Japão (JPN) · Natsumi Sasada · Wakana Inoue · Yuki Uchiyama · Chinami Otaki · Yasuha Matsumura · Minami Honda          |  |  |  |
| Individual geral    | Kyla Ross (USA) | Peyton Ernst (USA)                                                                                     | Maggie Nichols (USA)                                                                                                   |  |  |  |
|                     | | | |  |  |  |
| Salto               | MyKayla Skinner (USA)                                                                                               | Alessia Leolini (ITA)                                                                                  | N/A |  |  |  |
| Barras assimétricas | Madison Kocian (USA)                                                                                                | Kyla Ross (USA)                                                                                        | Giorgia Campana (ITA)                                                                                                  |  |  |  |
| Trave olímpica      | Andreea Munteanu (ROM)                                                                                              | Elisa Meneghini (ITA) · Alyssa Baumann (USA)                                                           | N/A |  |  |  |
| Solo                | MyKayla Skinner (USA)                                                                                               | Kyla Ross (USA)                                                                                        | Andreea Munteanu (ROM)                                                                                                 |  |  |  |
| Júnior              | | | |  |  |  |
| Equipes             | Estados Unidos (USA) · Jordan Chiles · Nia Dennis · Norah Flatley · Emily Gaskins · Bailie Key · Ragan Smith        | Roménia (ROU) · Anda Butuc · Andreea Iridon · Laura Jurca · Ștefania Orzu · Asiana Peng · Andra Stoica | Itália (ITA) · Iosra Abdelaziz · Sofia Busato · Desirée Carofiglio · Chiara Imeraj · Alice Linguerri · Pilar Rubagotti |  |  |  |
| Individual geral    | Bailie Key (USA) | Nia Dennis (USA)                                                                                       | Norah Flatley (USA) |  |  |  |
|                     | | | |  |  |  |
| Salto               | Bailie Key (USA) | Jordan Chiles (USA)                                                                                    | Laura Jurca (ROU) |  |  |  |
| Barras assimétricas | Bailie Key (USA) | Nia Dennis (USA)                                                                                       | Marina Kawasaki (JPN)                                                                                                  |  |  |  |
| Trave olímpica      | Norah Flatley (USA)                                                                                                 | Bailie Key (USA)                                                                                       | Andreea Iridon (ROU)                                                                                                   |  |  |  |
| Solo                | Bailie Key (USA) | Laura Jurca (ROU)                                                                                      | Yuka Momiyama (JPN) |  |  |  |

### 2023
| Equipes             | Itália (ITA) · Angela Andreoli · Alice D’Amato · Asia D’Amato · Manila Esposito · Martina Maggio · Giorgia Villa | Coreia do Sul (KOR) Eom Dohyun Lee Dayeong Lee Yunseo Shin Solyi Yeo Seojeong | Espanha (ESP) · Laura Casabuena · Laia Font · Maia Llacer · Laia Masferrer · Ana Perez · Alba Petisco   |  |  |  |
| Individual geral    | Manila Esposito (ITA)                                                                                            | Alice D’Amato (ITA)                                                           | Angela Andreoli (ITA)                                                                                   |  |  |  |
|                     | |                                                                               | |  |  |  |
| Salto               | Yeo Seojeong (KOR)                                                                                               | Asia D’Amato (ITA)                                                            | Manila Esposito (ITA)                                                                                   |  |  |  |
| Barras assimétricas | Alice D’Amato (ITA)                                                                                              | Giorgia Villa (ITA)                                                           | Lee Yunseo (KOR)                                                                                        |  |  |  |
| Trave olímpica      | Cassie Lee (CAN)                                                                                                 | Yeo Seojeong (KOR)                                                            | Laia Masferrer (ESP)                                                                                    |  |  |  |
| Solo                | MLaura Casabuena (ESP)                                                                                           | Lee Dayeong (KOR)                                                             | Sydney Turner (CAN)                                                                                     |  |  |  |
| Júnior              | |                                                                               | |  |  |  |
| Equipes             | Itália (ITA) · Sara Caputo · Camilla Ferrari · Emma Fioravanti · Benedetta Gava · Naomi Pazon · Emma Puato       | Japão (JAP) · Iijima Ruka · Umemoto Sawa · Watanabe Remi                      | Alemanha (GER) · Maellys Alferi · Mara Dietz · Michaela Mühlhofer · Amalia Preuss Neudorf · Lisa Wötzel |  |  |  |
| Individual geral    | Gabrielle Hardie (USA)                                                                                           | Audrey Snyder (USA)                                                           | Emma Fioravanti (ITA)                                                                                   |  |  |  |
|                     | |                                                                               | |  |  |  |
| Salto               | Benedetta Gava (ITA)                                                                                             | Gabrielle Hardie (USA)                                                        | Audrey Snyder (USA)                                                                                     |  |  |  |
| Barras assimétricas | Gabrielle Hardie (USA)                                                                                           | Audrey Snyder (USA)                                                           | Camilla Ferrari (ITA)                                                                                   |  |  |  |
| Trave olímpica      | Audrey Snyder (USA)                                                                                              | Gabrielle Hardie (USA) Iijima Ruka (JAP)                                      | — |  |  |  |
| Solo                | Emma Fioravanti (ITA)                                                                                            | Gabrielle Hardie (USA)                                                        | Umemoto Sawa (JPN)                                                                                      |  |  |  |

### 2024
| Equipes             | Itália (ITA) · Angela Andreoli · Alice D’Amato · Asia D’Amato · Manila Esposito · Elisa Iorio | Brasil (BRA) · Andreza Lima · Carolyne Pedro · Flávia Saraiva · Jade Barbosa · Julia Soares · Rebeca Andrade ·          | Estados Unidos (USA) · Dulcy Caylor · Katelyn Jong · Evelyn Lowe · Hezly Rivera · Tiana Sumanasekera                                 |   |  |  |
| Individual geral    | Ellie Black (CAN)                                                                             | Alice D’Amato (ITA) | Asia D’Amato (ITA) |   |  |  |
|                     |                                                                                               | | |   |  |  |
| Salto               | Ming Van Eijken Gherardi (FRA)                                                                | Karina Schoenmaier (GER)                                                                                                | Shallon Olsen (CAN) |   |  |  |
| Barras assimétricas | Rebeca Andrade (BRA)                                                                          | Alice D’Amato (ITA) | Elisabeth Seitz (GER) |   |  |  |
| Trave olímpica      | Flávia Saraiva (BRA)                                                                          | Rebeca Andrade (BRA) | Asia D’Amato (ITA) |   |  |  |
| Solo                | Flávia Saraiva (BRA) Julia Soares (BRA)                                                       | — | Manila Esposito (ITA) |   |  |  |
| Júnior              |                                                                                               | | |   |  |  |
| Equipes             | Estados Unidos (EUA) · Addy Fulcher · Crain Lavi · Claire Pease · Tyler Turner                | Itália (ITA) · Angelica Finiguerra · Emma Fioravanti · Benedetta Gava · Artemisia Iorfino · Giulia Perotti · Emma Puato | Canadá (CAN) · Zoe Cadrin · Coralie Demers · Gabriele Elise Fausto · Lia Monica Fontaine · Alyssa Guerrier-calyxte · Lindsay Corbett |   |  |  |
| Individual geral    | Giulia Perotti (ITA)                                                                          | Addy Fulcher (USA) | Claire Pease (USA) |   |  |  |
|                     |                                                                                               | | |   |  |  |
| Salto               | Benedetta Gava (ITA)                                                                          | Emma Puato (ITA) | Crain Lavi (USA) |   |  |  |
| Barras assimétricas | Claire Pease (USA)                                                                            | Addy fulcher (USA) | Lia Monica Fontaine (CAN) |   |  |  |
| Trave olímpica      | Giulia Perotti (ITA)                                                                          | Claire Pease (USA) | Gabrielle Elise Fausto (CAN) | — |  |  |
| Solo                | Emma Fioravanti (ITA)                                                                         | Giulia Perotti (ITA) | Isabel Ramos (BRA) |   |  |  |